# Vladimir Roslik
Vladimir Andrés Roslik Bichkov (San Javier, Río Negro, 14 de mayo de 1941 – Fray Bentos, Río Negro, 16 de abril de 1984) fue un médico uruguayo, hijo de inmigrantes rusos asentados en el Uruguay.
Se recibió de médico en la Universidad de Lumumba, en la antigua Unión Soviética.
Asesinado por tortura en el batallón n.º 9 de Fray Bentos, su homicidio fue el último crimen de la época de la dictadura cívico-militar en Uruguay (1973-1985), pocos meses antes de la reinstauración del régimen democrático en el país.